# Daniel Sangouma
Daniel René Claude Sangouma (ur. 7 lutego 1965 w Saint-Denis) – francuski lekkoatleta specjalizujący się w biegach sprinterskich, dwukrotny uczestnik letnich igrzysk olimpijskich (Seul 1988, Barcelona 1992), brązowy medalista olimpijski z Seulu w biegu sztafetowym 4 × 100 metrów.

## Sukcesy sportowe
- dwukrotny mistrz Francji w biegu na 100 metrów – 1990, 1991[1]
- halowy mistrz Francji w biegu na 100 metrów – 1992
- trzykrotny halowy mistrz Francji w biegu na 200 metrów – 1988, 1992, 1994[2]

| Rok  | Miasto      | Zawody                     | Konkurencja                                    | Wynik                     |
| ---- | ----------- | -------------------------- | ---------------------------------------------- | ------------------------- |
| 1985 | Pireus      | halowe mistrzostwa Europy  | bieg na 200 m                                  | 4. miejsce                |
| 1986 | Madryt      | halowe mistrzostwa Europy  | bieg na 200 m                                  | 4. miejsce                |
| 1988 | Budapeszt   | halowe mistrzostwa Europy  | bieg na 200 m                                  | 6. miejsce                |
| 1988 | Seul        | igrzyska olimpijskie       | sztafeta 4 × 100 m                             | brązowy medal             |
| 1989 | Casablanca  | igrzyska frankofońskie     | bieg na 100 m bieg na 200 m sztafeta 4 × 100 m | złoty medal               |
| 1990 | Split       | mistrzostwa Europy         | sztafeta 4 × 100 m bieg na 100 m               | złoty medal srebrny medal |
| 1991 | Tokio       | mistrzostwa świata         | sztafeta 4 × 100 m                             | srebrny medal             |
| 1992 | Genua       | halowe mistrzostwa Europy  | bieg na 200 m bieg na 60 m                     | srebrny medal 5. miejsce  |
| 1993 | Langwedocja | igrzyska śródziemnomorskie | bieg na 200 m sztafeta 4 × 100 m bieg na 100 m | złoty medal brązowy medal |
| 1994 | Paryż       | halowe mistrzostwa Europy  | bieg na 200 m bieg na 60 m                     | złoty medal 5. miejsce    |
| 1994 | Helsinki    | mistrzostwa Europy         | sztafeta 4 × 100 m                             | złoty medal               |

## Rekordy życiowe
aktualny rekordzista Europy w biegu sztafetowym 4 × 100 metrów – 37,79 – Split 01/09/1990 (wspólnie z Maxem Morinière'em, Jeanem-Charlesem Trouabalem i Bruno Marie-Rose'em (rekord świata do 07/08/1991)
- bieg na 60 metrów (hala) – 6,63 – Paryż 22/02/1992
- bieg na 100 metrów – 10,17 – Casablanca 14/07/1989
- bieg na 200 metrów – 20,20 – Casablanca 18/07/1989
- bieg na 200 metrów – 20,64 – Genua 29/02/1992
- skok w dal – 7,91 – Saint-Paul 14/08/1991